# Dirka po Italiji 1987
Dirka po Italiji 1987 (italijansko Giro d'Italia 1987) je 70. izvedba dirke po Italiji, tritedenske moške cestne kolesarske etapne dirke. Začela se je 21. maja v Sanremu in končala 13. junija v Saint-Vincentu. Sodelovalo je 180 kolesarjev iz 20-ih ekip. Rožnato majico je prvič osvojil Stephen Roche (Carrera Jeans–Vagabond), drugo mesto Robert Millar, tretje pa Erik Breukink (oba Panasonic–Isostar). Vijolično majico je osvojil Johan van der Velde (Gis Gelati–Jollyscarpe), zeleno majico Robert Millar, belo majico pa Roberto Conti (Selca).

## Ekipe
- Ariostea–Gres
- Atala–Ofmega
- Caja Rural–Orbea
- Carrera Jeans–Vagabond
- Del Tongo
- Ecoflam–BFB Bruciatori–Mareco–Alfa Lum
- Fagor–MBK
- Fibok–Sidermec–Müller
- Gewiss–Bianchi
- Gis Gelati–Jollyscarpe
- Magniflex–Centroscarpa
- Paini–Bottecchia–Sidi
- Panasonic–Isostar
- Remac–Fanini
- Roland–Skala
- Selca
- Supermercati Brianzoli–Chateau d'Ax
- Toshiba–Look
- Transvemij–Van Schilt
- Zahor Chocolates

## Etape
| Etapa | Datum     | Štart/Cilj                               | Razdalja    | Tip         | Tip                  | Zmagovalec                  |             |
| ----- | --------- | ---------------------------------------- | ----------- | ----------- | -------------------- | --------------------------- | ----------- |
| P     | 21. maj   | Sanremo                                  | 4 km        |             | posamični kronometer | Roberto Visentini (ITA)     |             |
| 1a    | 22. maj   | Sanremo – San Romolo                     | 31 km       |             | gorska etapa         | Erik Breukink (NED)         |             |
| 1b    | 22. maj   | Poggio di San Remo – San Remo            | 8 km        |             | posamični kronometer | Stephen Roche (IRL)         |             |
| 2     | 23. maj   | Imperia – Borgo Val di Taro              | 242 km      |             | gorska etapa         | Moreno Argentin (ITA)       |             |
| 3     | 24. maj   | Lerici – Camaiore                        | 43 km       |             | ekipni kronometer    | Carrera Jeans–Vagabond      |             |
| 4     | 25. maj   | Camaiore – Montalcino                    | 203 km      |             | gorska etapa         | Moreno Argentin (ITA)       |             |
| 5     | 26. maj   | Montalcino – Terni                       | 208 km      |             | ravninska etapa      | Eddy Planckaert (BEL)       |             |
| 6     | 27. maj   | Terni – Monte Terminillo                 | 134 km      |             | gorska etapa         | Jean-Claude Bagot (FRA)     |             |
| 7     | 28. maj   | Rieti – Roccaraso                        | 205 km      |             | gorska etapa         | Moreno Argentin (ITA)       |             |
| 8     | 29. maj   | Roccaraso – San Giorgio del Sannio       | 168 km      |             | ravninska etapa      | Paolo Rosola (ITA)          |             |
| 9     | 30. maj   | San Giorgio del Sannio – Bari            | 257 km      |             | ravninska etapa      | Urs Freuler (SUI)           |             |
| 10    | 31. maj   | Bari – Termoli                           | 210 km      |             | ravninska etapa      | Paolo Rosola (ITA)          |             |
|       | 1. junij  | dan počitka                              | dan počitka | dan počitka | dan počitka          | dan počitka                 | dan počitka |
| 11    | 2. junij  | Giulianova – Osimo                       | 245 km      |             | gorska etapa         | Robert Forest (FRA)         |             |
| 12    | 3. junij  | Osimo – Bellaria                         | 197 km      |             | ravninska etapa      | Guido Bontempi (ITA)        |             |
| 13    | 4. junij  | Rimini – San Marino (San Marino)         | 46 km       |             | posamični kronometer | Roberto Visentini (ITA)     |             |
| 14    | 5. junij  | San Marino (San Marino) – Lido di Jesolo | 260 km      |             | ravninska etapa      | Paolo Cimini (ITA)          |             |
| 15    | 6. junij  | Lido di Jesolo – Sappada                 | 224 km      |             | gorska etapa         | Johan van der Velde (NED)   |             |
| 16    | 7. junij  | Sappada – Canazei                        | 211 km      |             | gorska etapa         | Johan van der Velde (NED)   |             |
| 17    | 8. junij  | Canazei – Riva del Garda                 | 206 km      |             | gorska etapa         | Marco Vitali (ITA)          |             |
| 18    | 9. junij  | Riva del Garda – Trescore Balneario      | 213 km      |             | ravninska etapa      | Giuseppe Calcaterra (ITA)   |             |
| 19    | 10. junij | Trescore Balneario – Madesimo            | 160 km      |             | gorska etapa         | Jean-François Bernard (FRA) |             |
| 20    | 11. junij | Madesimo – Como                          | 156 km      |             | ravninska etapa      | Paolo Rosola (ITA)          |             |
| 21    | 12. junij | Como – Pila                              | 252 km      |             | gorska etapa         | Robert Millar (GBR)         |             |
| 22    | 13. junij | Aosta – Saint-Vincent                    | 32 km       |             | posamični kronometer | Stephen Roche (IRL)         |             |
|       | Skupaj    | Skupaj                                   | 3915 km     | 3915 km     | 3915 km              | 3915 km                     | 3915 km     |

## Razvrstitev po klasifikacijah
| Etapa  | Zmagovalec             | Rožnata majica ·  | Vijolična majica ·  | Zelena majica · | Bela majica · | Ekipno                 |
| ------ | ---------------------- | ----------------- | ------------------- | --------------- | ------------- | ---------------------- |
| P      | Roberto Visentini      | Roberto Visentini | brez                | brez            | Lech Piasecki | Carrera Jeans–Vagabond |
| 1a     | Erik Breukink          | Erik Breukink     | Erik Breukink       | Erik Breukink   | Lech Piasecki | Panasonic–Isostar      |
| 1b     | Stephen Roche          | Erik Breukink     | Erik Breukink       | Erik Breukink   | Lech Piasecki | Panasonic–Isostar      |
| 2      | Moreno Argentin        | Erik Breukink     | Erik Breukink       | Robert Millar   | Lech Piasecki | Panasonic–Isostar      |
| 3      | Carrera Jeans–Vagabond | Stephen Roche     | Erik Breukink       | Robert Millar   | Lech Piasecki | Carrera Jeans–Vagabond |
| 4      | Moreno Argentin        | Stephen Roche     | Stephen Roche       | Robert Millar   | Lech Piasecki | Carrera Jeans–Vagabond |
| 5      | Eddy Planckaert        | Stephen Roche     | Stephen Roche       | Robert Millar   | Lech Piasecki | Carrera Jeans–Vagabond |
| 6      | Jean-Claude Bagot      | Stephen Roche     | Stephen Roche       | Robert Millar   | Tony Rominger | Carrera Jeans–Vagabond |
| 7      | Moreno Argentin        | Stephen Roche     | Moreno Argentin     | Robert Millar   | Tony Rominger | Carrera Jeans–Vagabond |
| 8      | Paolo Rosola           | Stephen Roche     | Moreno Argentin     | Robert Millar   | Tony Rominger | Carrera Jeans–Vagabond |
| 9      | Urs Freuler            | Stephen Roche     | Moreno Argentin     | Robert Millar   | Tony Rominger | Carrera Jeans–Vagabond |
| 10     | Paolo Rosola           | Stephen Roche     | Paolo Rosola        | Robert Millar   | Tony Rominger | Carrera Jeans–Vagabond |
| 11     | Robert Forest          | Stephen Roche     | Paolo Rosola        | Robert Millar   | Tony Rominger | Carrera Jeans–Vagabond |
| 12     | Guido Bontempi         | Stephen Roche     | Paolo Rosola        | Robert Millar   | Tony Rominger | Carrera Jeans–Vagabond |
| 13     | Roberto Visentini      | Roberto Visentini | Paolo Rosola        | Robert Millar   | Tony Rominger | Carrera Jeans–Vagabond |
| 14     | Paolo Cimini           | Roberto Visentini | Paolo Rosola        | Robert Millar   | Tony Rominger | Carrera Jeans–Vagabond |
| 15     | Johan van der Velde    | Stephen Roche     | Paolo Rosola        | Robert Millar   | Tony Rominger | Panasonic–Isostar      |
| 16     | Johan van der Velde    | Stephen Roche     | Paolo Rosola        | Robert Millar   | Tony Rominger | Panasonic–Isostar      |
| 17     | Marco Vitali           | Stephen Roche     | Johan van der Velde | Robert Millar   | Tony Rominger | Panasonic–Isostar      |
| 18     | Giuseppe Calcaterra    | Stephen Roche     | Johan van der Velde | Robert Millar   | Tony Rominger | Panasonic–Isostar      |
| 19     | Jean-François Bernard  | Stephen Roche     | Johan van der Velde | Robert Millar   | Roberto Conti | Panasonic–Isostar      |
| 20     | Paolo Rosola           | Stephen Roche     | Johan van der Velde | Robert Millar   | Roberto Conti | Panasonic–Isostar      |
| 21     | Robert Millar          | Stephen Roche     | Johan van der Velde | Robert Millar   | Roberto Conti | Panasonic–Isostar      |
| 22     | Stephen Roche          | Stephen Roche     | Johan van der Velde | Robert Millar   | Roberto Conti | Panasonic–Isostar      |
| Skupaj | Skupaj                 | Stephen Roche     | Johan van der Velde | Robert Millar   | Roberto Conti | Panasonic–Isostar      |

## Končna razvrstitev
| Legenda | Legenda                                    | Legenda | Legenda                                   |
| ------- | ------------------------------------------ | ------- | ----------------------------------------- |
|         | Predstavlja vodilnega v skupnem seštevku   |         | Predstavlja vodilnega po točkah           |
|         | Predstavlja vodilnega v gorski razvrstitvi |         | Predstavlja najboljšega mladega kolesarja |

### Rožnata majica
| Poz. | Kolesar                   | Ekipa                  | Čas          |
| ---- | ------------------------- | ---------------------- | ------------ |
| 1    | Stephen Roche (IRL)       | Carrera Jeans–Vagabond | 105h 39' 42" |
| 2    | Robert Millar (GBR)       | Panasonic–Isostar      | + 3' 40"     |
| 3    | Erik Breukink (NED)       | Panasonic–Isostar      | + 4' 17"     |
| 4    | Marino Lejarreta (ESP)    | Caja Rural–Orbea       | + 5' 11"     |
| 5    | Flavio Giupponi (ITA)     | Del Tongo              | + 7' 42"     |
| 6    | Marco Giovannetti (ITA)   | Gis Gelati–Jollyscarpe | + 11' 05"    |
| 7    | Phil Anderson (AUS)       | Panasonic–Isostar      | + 13' 36"    |
| 8    | Peter Winnen (NED)        | Panasonic–Isostar      | + 13' 56"    |
| 9    | Johan van der Velde (NED) | Gis Gelati–Jollyscarpe | + 13' 57"    |
| 10   | Steve Bauer (CAN)         | Toshiba–Look           | + 14' 41"    |

| Skupna razvrstitev kolesarjev (11–133) | Skupna razvrstitev kolesarjev (11–133) | Skupna razvrstitev kolesarjev (11–133) | Skupna razvrstitev kolesarjev (11–133) |
| Poz.                                   | Kolesar                                | Ekipa                                  | Čas                                    |
| -------------------------------------- | -------------------------------------- | -------------------------------------- | -------------------------------------- |
| 11                                     | Jokin Mújika (ESP)                     | Caja Rural–Orbea                       | + 15' 14"                              |
| 12                                     | Eddy Schepers (BEL)                    | Carrera Jeans–Vagabond                 | + 18' 26"                              |
| 13                                     | Claudio Savini (ITA)                   | Fibok–Sidermec–Müller                  | + 20' 07"                              |
| 14                                     | Franco Chioccioli (ITA)                | Gis Gelati–Jollyscarpe                 | + 20' 39"                              |
| 15                                     | Roberto Conti (ITA)                    | Selca                                  | + 20' 49"                              |
| 16                                     | Jean-François Bernard (FRA)            | Toshiba–Look                           | + 21' 39"                              |
| 17                                     | Mario Beccia (ITA)                     | Remac–Fanini                           | + 22' 12"                              |
| 18                                     | Pedro Muñoz Machín Rodríguez (ESP)     | Fagor–MBK                              | + 23' 29"                              |
| 19                                     | Jiří Škoda (CZE)                       | Ecoflam–BFB Bruciatori–Mareco–Alfa Lum | + 26' 37"                              |
| 20                                     | Emmanuele Bombini (ITA)                | Gewiss–Bianchi                         | + 27' 15"                              |
| 21                                     | Éric Caritoux (FRA)                    | Fagor–MBK                              | + 28' 15"                              |
| 22                                     | Alessandro Pozzi (ITA)                 | Del Tongo                              | + 28' 37"                              |
| 23                                     | Alberto Volpi (ITA)                    | Gewiss–Bianchi                         | + 29' 51"                              |
| 24                                     | Rodolfo Massi (ITA)                    | Magniflex–Centroscarpa                 | + 35' 11"                              |
| 25                                     | Jean-Claude Bagot (FRA)                | Fagor–MBK                              | + 36' 30"                              |
| 26                                     | Andreas Kappes (FRG)                   | Toshiba–Look                           | + 37' 18"                              |
| 27                                     | Guy Nulens (BEL)                       | Panasonic–Isostar                      | + 40' 21"                              |
| 28                                     | Robert Forest (FRA)                    | Fagor–MBK                              | + 41' 31"                              |
| 29                                     | Alessandro Paganessi (ITA)             | Ariostea–Gres                          | + 42' 23"                              |
| 30                                     | Stefano Tomasini (ITA)                 | Remac–Fanini                           | + 43' 29"                              |
| 31                                     | Moreno Argentin (ITA)                  | Gewiss–Bianchi                         | + 45' 15"                              |
| 32                                     | Franco Vona (ITA)                      | Supermercati Brianzoli–Chateau d'Ax    | + 48' 01"                              |
| 33                                     | Alfio Vandi (ITA)                      | Ariostea–Gres                          | + 48' 56"                              |
| 34                                     | Kjell Nilsson (SWE)                    | Ariostea–Gres                          | + 49' 53"                              |
| 35                                     | Gianluca Brugnami (ITA)                | Paini–Bottecchia–Sidi                  | + 55' 35"                              |
| 36                                     | Alberto Elli (ITA)                     | Remac–Fanini                           | + 57' 10"                              |
| 37                                     | Juan Tomas Martínez (ESP)              | Zahor Chocolates                       | + 59' 51"                              |
| 38                                     | Mauro-Antonio Santaromita (ITA)        | Magniflex–Centroscarpa                 | + 1h 01' 05"                           |
| 39                                     | Ennio Vanotti (ITA)                    | Del Tongo                              | + 1h 04' 46"                           |
| 40                                     | Marino Amadori (ITA)                   | Ecoflam–BFB Bruciatori–Mareco–Alfa Lum | + 1h 15' 54"                           |
| 41                                     | Roberto Pagnin (ITA)                   | Gewiss–Bianchi                         | + 1h 16' 09"                           |
| 42                                     | Alessandro Giannelli (ITA)             | Magniflex–Centroscarpa                 | + 1h 20' 03"                           |
| 43                                     | Davide Cassani (ITA)                   | Carrera Jeans–Vagabond                 | + 1h 21' 09"                           |
| 44                                     | Hennie Kuiper (NED)                    | Roland–Skala                           | + 1h 21' 44"                           |
| 45                                     | Angel de las Heras (ESP)               | Zahor Chocolates                       | + 1h 23' 37"                           |
| 46                                     | Enrico Pochini (ITA)                   | Fibok–Sidermec–Müller                  | + 1h 26' 42"                           |
| 47                                     | Renato Piccolo (ITA)                   | Gewiss–Bianchi                         | + 1h 29' 01"                           |
| 48                                     | Claudio Chiappucci (ITA)               | Carrera Jeans–Vagabond                 | + 1h 29' 23"                           |
| 49                                     | Luigi Furlan (ITA)                     | Paini–Bottecchia–Sidi                  | + 1h 29' 29"                           |
| 50                                     | Maurizio Vandelli (ITA)                | Ariostea–Gres                          | + 1h 29' 36"                           |
| 51                                     | Czesław Lang (POL)                     | Del Tongo                              | + 1h 34' 11"                           |
| 52                                     | Dietrich Thurau (FRG)                  | Roland–Skala                           | + 1h 34' 59"                           |
| 53                                     | Lech Piasecki (POL)                    | Del Tongo                              | + 1h 39' 22"                           |
| 54                                     | Marco Saligari (ITA)                   | Ariostea–Gres                          | + 1h 40' 43"                           |
| 55                                     | Philippe Chevallier (FRA)              | Toshiba–Look                           | + 1h 41' 06"                           |
| 56                                     | Jesus Ibañez (ESP)                     | Zahor Chocolates                       | + 1h 43' 20"                           |
| 57                                     | Bruno Leali (ITA)                      | Carrera Jeans–Vagabond                 | + 1h 43' 48"                           |
| 58                                     | Eduardo Rocchi (ITA)                   | Selca                                  | + 1h 44' 12"                           |
| 59                                     | Dag Erik Pedersen (NOR)                | Ariostea–Gres                          | + 1h 44' 53"                           |
| 60                                     | Massimo Ghirotto (ITA)                 | Carrera Jeans–Vagabond                 | + 1h 45' 39"                           |
| 61                                     | Richard Trinkler (SUI)                 | Fibok–Sidermec–Müller                  | + 1h 45' 51"                           |
| 62                                     | Jean Habets (NED)                      | Transvemij–Van Schilt                  | + 1h 47' 56"                           |
| 63                                     | Marco Vitali (ITA)                     | Atala–Ofmega                           | + 1h 50' 51"                           |
| 64                                     | Fabrizio Vannucci (ITA)                | Selca                                  | + 1h 51' 12"                           |
| 65                                     | Hubert Seize (SUI)                     | Supermercati Brianzoli–Chateau d'Ax    | + 1h 52' 15"                           |
| 66                                     | Marco Tabai (ITA)                      | Remac–Fanini                           | + 1h 54' 58"                           |
| 67                                     | Sergio Finazzi (ITA)                   | Remac–Fanini                           | + 1h 55' 35"                           |
| 68                                     | Benny Van Brabant (BEL)                | Selca                                  | + 1h 58' 42"                           |
| 69                                     | Henk Lubberding (NED)                  | Panasonic–Isostar                      | + 1h 59' 45"                           |
| 70                                     | Luigi Botteon (ITA)                    | Remac–Fanini                           | + 2h 00' 19"                           |
| 71                                     | Pierino Gavazzi (ITA)                  | Remac–Fanini                           | + 2h 00' 29"                           |
| 72                                     | Daniël Wyder (SUI)                     | Transvemij–Van Schilt                  | + 2h 05' 12"                           |
| 73                                     | [[Patrick Serra\|SWE}}                 | Ariostea–Gres                          | + 2h 06' 37"                           |
| 74                                     | Valerio Piva]] (ITA)                   | Ariostea–Gres                          | + 2h 10' 34"                           |
| 75                                     | Mario Noris (ITA)                      | Atala–Ofmega                           | + 2h 15' 31"                           |
| 76                                     | Santiago Portillo (ESP)                | Zahor Chocolates                       | + 2h 23' 41"                           |
| 77                                     | Giuseppe Petito (ITA)                  | Gis Gelati–Jollyscarpe                 | + 2h 24' 00"                           |
| 78                                     | Antonio Bevilacqua (ITA)               | Supermercati Brianzoli–Chateau d'Ax    | + 2h 24' 23"                           |
| 79                                     | Roland le Clerc (FRA)                  | Caja Rural–Orbea                       | + 2h 24' 26"                           |
| 80                                     | Sergio Scremin (ITA)                   | Paini–Bottecchia–Sidi                  | + 2h 25' 54"                           |
| 81                                     | Camillo Passera (ITA)                  | Ecoflam–BFB Bruciatori–Mareco–Alfa Lum | + 2h 27' 05"                           |
| 82                                     | Januus Kuum (NOR)                      | Toshiba–Look                           | + 2h 25' 15"                           |
| 83                                     | Ennio Salvador (ITA)                   | Gis Gelati–Jollyscarpe                 | + 2h 28' 43"                           |
| 84                                     | Bruno Cenghialta (ITA)                 | Magniflex–Centroscarpa                 | + 2h 29' 27"                           |
| 85                                     | Pascal Jules (FRA)                     | Caja Rural–Orbea                       | + 2h 30' 40"                           |
| 86                                     | Orlando Maini (ITA)                    | Ecoflam–BFB Bruciatori–Mareco–Alfa Lum | + 2h 31' 43"                           |
| 87                                     | Francesco Rossignoli (ITA)             | Carrera Jeans–Vagabond                 | + 2h 32' 07"                           |
| 88                                     | Paolo Cimini (ITA)                     | Remac–Fanini                           | + 2h 33' 16"                           |
| 89                                     | Maurizio Rossi (ITA)                   | Ecoflam–BFB Bruciatori–Mareco–Alfa Lum | + 2h 34' 58"                           |
| 90                                     | Ludwig Wijnants (BEL)                  | Roland–Skala                           | + 2h 34' 59"                           |
| 91                                     | Marco Franceschini (ITA)               | Fibok–Sidermec–Müller                  | + 2h 26' 55"                           |
| 92                                     | Romano Randi (ITA)                     | Selca                                  | + 2h 40' 40"                           |
| 93                                     | Gody Schmutz (SUI)                     | Fibok–Sidermec–Müller                  | + 2h 41' 02"                           |
| 94                                     | Juan Fernández Martín (ESP)            | Zahor Chocolates                       | + 2h 41' 45"                           |
| 95                                     | Rob Kleinsman (NED)                    | Transvemij–Van Schilt                  | + 2h 42' 09"                           |
| 96                                     | Enrico Galleschi (ITA)                 | Magniflex–Centroscarpa                 | + 2h 43' 59"                           |
| 97                                     | Luciano Boffo (ITA)                    | Ecoflam–BFB Bruciatori–Mareco–Alfa Lum | + 2h 49' 02"                           |
| 98                                     | Flavio Chesini (ITA)                   | Magniflex–Centroscarpa                 | + 2h 51' 26"                           |
| 99                                     | Jaime Vilamajo (ESP)                   | Caja Rural–Orbea                       | + 2h 52' 54"                           |
| 100                                    | Brian Holm (DEN)                       | Roland–Skala                           | + 2h 53' 00"                           |
| 101                                    | Paul Popp (AUT)                        | Paini–Bottecchia–Sidi                  | + 2h 55' 02"                           |
| 102                                    | Martin Schalkers (NED)                 | Transvemij–Van Schilt                  | + 2h 55' 28"                           |
| 103                                    | Fabio Roscioli (ITA)                   | Ariostea–Gres                          | + 2h 56' 45"                           |
| 104                                    | Urs Freuler (SUI)                      | Atala–Ofmega                           | + 2h 59' 40"                           |
| 105                                    | José Julian Balaguer (ESP)             | Caja Rural–Orbea                       | + 3h 00' 18"                           |
| 106                                    | Giuseppe Calcaterra (ITA)              | Atala–Ofmega                           | + 3h 04' 35"                           |
| 107                                    | Milan Jurčo (CZE)                      | Supermercati Brianzoli–Chateau d'Ax    | + 3h 07' 43"                           |
| 108                                    | Guido Bontempi (ITA)                   | Carrera Jeans–Vagabond                 | + 3h 10' 14"                           |
| 109                                    | Othmar Häfliger (SUI)                  | Toshiba–Look                           | + 3h 12' 13"                           |
| 110                                    | Palmiro Masciarelli (ITA)              | Gis Gelati–Jollyscarpe                 | + 3h 12' 14"                           |
| 111                                    | Theo de Rooij (NED)                    | Panasonic–Isostar                      | + 3h 12' 30"                           |
| 112                                    | Stefano Zanatta (ITA)                  | Supermercati Brianzoli–Chateau d'Ax    | + 3h 14' 17"                           |
| 113                                    | Rudy Patry (BEL)                       | Roland–Skala                           | + 3h 15' 09"                           |
| 114                                    | John Talen (NED)                       | Panasonic–Isostar                      | + 3h 16' 08"                           |
| 115                                    | Dario Mariuzzo (ITA)                   | Gewiss–Bianchi                         | + 3h 17' 37"                           |
| 116                                    | Salvatore Cavallaro (ITA)              | Atala–Ofmega                           | + 3h 20' 51"                           |
| 117                                    | Eddy Planckaert (BEL)                  | Panasonic–Isostar                      | + 3h 24' 57"                           |
| 118                                    | Maurizio Colombo (ITA)                 | Del Tongo                              | + 3h 25' 44"                           |
| 119                                    | Frank Hoste (BEL)                      | Fagor–MBK                              | + 3h 29' 04"                           |
| 120                                    | Johan Lammerts (NED)                   | Toshiba–Look                           | + 3h 30' 22"                           |
| 121                                    | Silvano Ricco (ITA)                    | Fibok–Sidermec–Müller                  | + 3h 31' 02"                           |
| 122                                    | Alessio Di Basco (ITA)                 | Remac–Fanini                           | + 3h 31' 30"                           |
| 123                                    | Christian Chaubet (FRA)                | Fagor–MBK                              | + 3h 32' 40"                           |
| 124                                    | Franco Ballerini (ITA)                 | Magniflex–Centroscarpa                 | + 3h 35' 43"                           |
| 125                                    | Adriano Baffi (ITA)                    | Gis Gelati–Jollyscarpe                 | + 3h 36' 38"                           |
| 126                                    | Paolo Rosola (ITA)                     | Gewiss–Bianchi                         | + 3h 38' 57"                           |
| 127                                    | Jos Lammertink (NED)                   | Transvemij–Van Schilt                  | + 3h 46' 39"                           |
| 128                                    | Stefano Allocchio (ITA)                | Supermercati Brianzoli–Chateau d'Ax    | + 3h 47' 14"                           |
| 129                                    | Enrico Grimani (ITA)                   | Magniflex–Centroscarpa                 | + 3h 50' 02"                           |
| 130                                    | José Maria Palacin Salgado (ESP)       | Zahor Chocolates                       | + 4h 02' 31"                           |
| 131                                    | Johan Capiot (BEL)                     | Roland–Skala                           | + 4h 04' 03"                           |
| 132                                    | Jan Bogaert (BEL)                      | Transvemij–Van Schilt                  | + 4h 17' 39"                           |
| 133                                    | Dante Morandi (ITA)                    | Atala–Ofmega                           | + 4h 25' 33"                           |

### Vijolična majica
| Poz. | Kolesar                   | Ekipa                  | Točke |
| ---- | ------------------------- | ---------------------- | ----- |
| 1    | Johan van der Velde (NED) | Gis Gelati–Jollyscarpe | 175   |
| 2    | Paolo Rosola (ITA)        | Gewiss–Bianchi         | 171   |
| 3    | Stephen Roche (IRL)       | Carrera Jeans–Vagabond | 153   |
| 4    | Erik Breukink (NED)       | Panasonic–Isostar      | 144   |
| 5    | Marino Lejarreta (ESP)    | Caja Rural–Orbea       | 110   |

### Zelena majica
| Poz. | Kolesar                   | Ekipa                  | Točke |
| ---- | ------------------------- | ---------------------- | ----- |
| 1    | Robert Millar (GBR)       | Panasonic–Isostar      | 97    |
| 2    | Jean-Claude Bagot (FRA)   | Fagor–MBK              | 53    |
| 3    | Johan van der Velde (NED) | Gis Gelati–Jollyscarpe | 32    |
| 4    | Roberto Pagnin (ITA)      | Gewiss–Bianchi         | 26    |
| 4    | Marino Lejarreta (ESP)    | Caja Rural–Orbea       | 26    |

### Bela majica
| Poz. | Kolesar                | Ekipa                                  | Čas          |
| ---- | ---------------------- | -------------------------------------- | ------------ |
| 1    | Roberto Conti (ITA)    | Selca                                  | 106h 00' 33" |
| 2    | Jiří Škoda (CZE)       | Ecoflam–BFB Bruciatori–Mareco–Alfa Lum | + 5' 48"     |
| 3    | Rodolfo Massi (ITA)    | Magniflex–Centroscarpa                 | + 14' 22"    |
| 4    | Andreas Kappes (FRG)   | Toshiba–Look                           | + 16' 29"    |
| 5    | Stefano Tomasini (ITA) | Remac–Fanini                           | + 20' 40"    |

### Modra majica
| Poz. | Kolesar                   | Ekipa                  | Točke |
| ---- | ------------------------- | ---------------------- | ----- |
| 1    | Stephen Roche (IRL)       | Carrera Jeans–Vagabond | 90    |
| 2    | Robert Millar (GBR)       | Panasonic–Isostar      | 69    |
| 3    | Paolo Rosola (ITA)        | Gewiss–Bianchi         | 60    |
| 4    | Johan van der Velde (NED) | Gis Gelati–Jollyscarpe | 59    |
| 5    | Erik Breukink (NED)       | Panasonic–Isostar      | 47    |

### Traguardi Fiat Uno
| Poz. | Kolesar                   | Ekipa                  | Točke |
| ---- | ------------------------- | ---------------------- | ----- |
| 1    | Marco Vitali (ITA)        | Atala–Ofmega           | 15    |
| 2    | Erik Breukink (NED)       | Panasonic–Isostar      | 14    |
| 3    | Johan van der Velde (NED) | Gis Gelati–Jollyscarpe | 12    |
| 4    | Marino Lejarreta (ESP)    | Caja Rural–Orbea       | 11    |
| 5    | Roberto Pagnin (ITA)      | Gewiss–Bianchi         | 11    |

### Vola al cinema
| Poz. | Kolesar              | Ekipa                  | Točke |
| ---- | -------------------- | ---------------------- | ----- |
| 1    | Dante Morandi (ITA)  | Atala–Ofmega           | 33    |
| 2    | Flavio Chesini (ITA) | Magniflex–Centroscarpa | 19    |
| 3    | Marco Vitali (ITA)   | Atala–Ofmega           | 17    |
| 4    | John Talen (NED)     | Panasonic–Isostar      | 15    |
| 5    | Luigi Botteon (ITA)  | Remac–Fanini           | 15    |

### Vmesni šprinti
| Poz. | Kolesar              | Ekipa                                  | Točke |
| ---- | -------------------- | -------------------------------------- | ----- |
| 1    | Milan Jurčo (CZE)    | Supermercati Brianzoli–Chateau d'Ax    | 43    |
| 2    | Luciano Boffo (ITA)  | Ecoflam–BFB Bruciatori–Mareco–Alfa Lum | 21    |
| 3    | Dante Morandi (ITA)  | Atala–Ofmega                           | 17    |
| 4    | John Talen (NED)     | Panasonic–Isostar                      | 15    |
| 5    | Flavio Chesini (ITA) | Magniflex–Centroscarpa                 | 13    |

### Ekipna razvrstitev
| Poz. | Ekipa                         | Čas          |
| ---- | ----------------------------- | ------------ |
| 1    | Panasonic–Isostar–Colnago–Agu | 313h 06' 14" |
| 2    | Carrera Jeans–Vagabond        | + 9' 03"     |
| 3    | Gis Gelati–Jollyscarpe        | + 21' 25"    |